# ヤッファ攻囲戦
ヤッファ攻囲戦（-こういせん、フランス語: Siège de Jaffa）はナポレオン率いるフランス軍とオスマン帝国軍の間で1799年3月3日から7日にかけて行われた戦い。フランスが勝利し、ヤッファを占領した。

## 経過
ヤッファは、側面に塔のある高い城壁に囲まれていた。アッコの太守ジェッザー・パシャは、1,200名の砲兵を含むエリート部隊にその守備を任せた。ナポレオンが進撃を続けるにはヤッファの占領が必須であった。ヤッファはシリアの主要な商業センターであるとともに、フランスの艦船隊に必要な避難場所となる港を備えており、シリア戦役の成功は一に掛かってその占領にあると言ってよかった。
城壁はいたるところから攻撃可能であり、また打ち破ることもできた。そこでナポレオンは使者を市の首長に送り、降伏をうながしたが、市側はその代わりに使者の首を刎ね、戦闘開始を命じた。ナポレオンはそれを押し返すと、兵の重みによって塔の1つが崩れ落ちるほどの攻撃を加え、市側の抵抗をものともせず、早くもその日の夕方にはヤッファを占領した。
いくつかの資料によれば、ナポレオンの最後通告を無造作に告げたフランス軍の使者らは、拘束され、拷問され、去勢されたうえに斬首され、その首は城壁に突き立てられたという。この残虐な処置に対してナポレオンは、市の陥落後の2昼夜、兵らに略奪と強姦をほしいままにさせることで報復した。トルコ側の統治者アブダラ・ベイも処刑された。市の降伏に当たって、ナポレオンの義理の息子であり、士官として従軍していたウジェーヌ・ド・ボアルネは捕虜の助命を約束していたが、ナポレオンにはそれを守る意思はなく、オスマン側の捕虜の大部分（資料によって2,440人とも4,100人とも言う。）を占めるアルバニア人を射殺、または銃剣で刺殺させた。ナポレオンの擁護者は、後に、この命令についてこう書いている。
「多数の捕虜を服従させておくには警備のための部隊の分派が必要であるが、それは軍の兵力を著しく損なうことを意味した。かといって捕虜が自由に立ち去るのを許したならば、彼らがジェッザー・パシャの軍隊に合流する危険があるというのも、自明のことであった。」

## 後日談
ナポレオンは一方で数百人ものエジプト人の逃亡を許した。それは、彼らがヤッファ陥落のニュースを伝えることによって、シリアの他の都市が恐れおののくことを狙ったものであったが、諸都市は知らせを聞いてなお一層激しい抵抗をする結果となり、この目論見は失敗に終わった。一方、ラムラに置かれたフランス軍司令部の衛生観念の欠如に起因する伝染病は、地元住民だけでなくフランス軍をも壊滅させた。ナポレオンは、アッコ包囲戦 (1799年)の際もシリア・パレスチナ方面からの撤退の際も、連れて行くことのできない重態の兵士に致死量のアヘンチンキを与えることをデジェネット率いる軍医団に求めたが、軍医らはそれを思いとどまらせた。オスマン側に北部を押さえられたことにより、ナポレオンはパレスチナを放棄するに至った。ナポレオンが去った後、ヤッファの城壁は、トルコ側に味方していたシドニー・スミス率いるイギリス軍によって修復された。
その後、別の9ヶ月にわたる包囲を経て、1800年から1814年まで、ヤッファは再びナポレオンの旧敵であるボスニア出身のアッコの太守、ジェッザー・パシャの支配下に置かれた。

## 参照
1. ↑  Memoirs of Napoleon p.172
2. ↑  Jaffa pp.8-9